# Prestatyn Town Football Club
Maillots
Dernière mise à jour : 12 juin 2025.
Prestatyn Town Football Club est un club de football professionnel gallois basé dans la ville de Prestatyn, dans la région du Denbighshire. Le club joue actuellement dans le Championnat du pays de Galles de football.

## Histoire
Jusqu’à la saison 2007-2008, le club joue en Cymru Alliance, la deuxième division galloise. Après avoir conquis le titre de champion, Prestatyn Town est promu en première division. Cette promotion oblige le club à mettre en conformité leur stade, Bastion Road, qui n’est pas aux normes demandées par la Welsh Premier League. Malgré les objections des résidents des alentours du stade, le club l’équipe de projecteurs. Leur première saison se termine avec une 15e place qui leur garantit le maintien dans l’élite galloise. La deuxième saison est encore meilleure avec une 8e place.
Le club remporte son premier titre majeur lors de la saison 2012-2013, avec une victoire en finale de la Coupe du pays de Galles. Ce titre les qualifie pour la Ligue Europa 2013-2014, qui sera la première campagne européenne de l'histoire du club.

## Palmarès
- Coupe du pays de Galles
  - Vainqueur : 2012-2013

## Bilan saison par saison
|           | I  | II | III | IV | V | Points | Journées | V  | N  | D  | b.p. | b.c. | Diff. |
| 2011-2012 | 6  |    |     |    |   | 28 pts | 32       | 8  | 4  | 20 | 41   | 63   | -22   |
| 2010-2011 | 5  |    |     |    |   | 40 pts | 32       | 10 | 10 | 12 | 44   | 46   | -2    |
| 2009-2010 | 8  |    |     |    |   | 48 pts | 34       | 12 | 12 | 10 | 53   | 53   | 0     |
| 2008-2009 | 15 |    |     |    |   | 33 pts | 34       | 8  | 9  | 17 | 48   | 70   | -22   |
| 2007-2008 |    | 1  |     |    |   | 76 pts | 32       | 24 | 4  | 4  | 93   | 29   | +64   |
| 2006-2007 |    | 4  |     |    |   | 64 pts | 34       | 20 | 4  | 10 | 98   | 46   | +52   |
| 2005-2006 |    |    | 1   |    |   | 80 pts | 30       | 25 | 5  | 0  | 114  | 28   | +86   |
| 2004-2005 |    |    | 6   |    |   | 53 pts | 30       | 16 | 5  | 9  | 61   | 45   | +16   |
| 2003-2004 |    |    | 3   |    |   | 66 pts | 30       | 21 | 3  | 6  | 72   | 28   | +44   |
| 2002-2003 |    |    | 12  |    |   | 28 pts | 28       | 7  | 7  | 14 | 32   | 58   | -26   |
| 2001-2002 |    |    | 13  |    |   | 29 pts | 24       | 8  | 5  | 11 | 40   | 49   | -9    |
| 2000-2001 |    |    | 6   |    |   | 40 pts | 26       | 12 | 4  | 10 | 48   | 56   | -9    |
| 1999-2000 |    |    | 7   |    |   | 35 pts | 24       | 11 | 2  | 11 | 48   | 54   | -6    |
| 1998-1999 |    |    |     |    | 1 | 53 pts | 24       | 17 | 2  | 5  | 71   | 30   | +41   |
| 1997-1998 |    |    | 6   |    |   | 42 pts | 26       | 13 | 3  | 10 | 50   | 34   | +16   |
| 1996-1997 |    |    | 9   |    |   | 33 pts | 26       | 8  | 9  | 9  | 44   | 30   | +14   |
| 1995-1996 |    |    | 2   |    |   | 60 pts | 28       | 19 | 3  | 6  | 70   | 31   | +41   |
| 1994-1995 |    |    | 2   |    |   | 71 pts | 34       | 22 | 5  | 7  | 91   | 52   | +39   |
| 1993-1994 |    |    | 9   |    |   | 49 pts | 34       | 14 | 7  | 13 | 74   | 60   | +14   |

Légende :
- I / II / III : division jouée
- V / N / D : victoires / matchs nuls / défaites
- b.p. / b.c. : buts pour / buts contre
- Diff : différence de buts
- Champion du pays de Galles
- Promotion dans le championnat hiérarchiquement supérieur
- Relégation dans le championnat hiérarchiquement inférieur

## Joueurs et personnages du club

### Entraîneurs du club
| Nom         | Période          |
| ----------- | ---------------- |
| Neil Gibson | 2007 - mars 2011 |
| Lee Jones   | mars 2011-       |